# Candasnos (kommunhuvudort)
Candasnos är en kommunhuvudort i Spanien.   Den ligger i provinsen Provincia de Huesca och regionen Aragonien, i den östra delen av landet, 300 km öster om huvudstaden Madrid. Candasnos ligger 286 meter över havet och antalet invånare är 449.
Terrängen runt Candasnos är platt. Runt Candasnos är det ganska glesbefolkat, med 25 invånare per kvadratkilometer. Närmaste större samhälle är Ballobar, 16,9 km nordost om Candasnos. Trakten runt Candasnos består till största delen av jordbruksmark.